# اس‌ام‌اس هاگن
اس‌ام‌اس هاگن (به انگلیسی: SMS Hagen) یک کشتی دفاع ساحلی بود که طول آن ۷۹ متر (۲۵۹٫۲ فوت) بود. این کشتی در سال ۱۸۹۳ ساخته شد.